# کودویگو
کودویگو (به ایتالیایی: Codevigo) یک کومونه در ایتالیا است که در استان پادووا واقع شده‌است.

## خصوصیات
کودویگو ۶۹٫۹ کیلومترمربع مساحت و ۵٬۹۰۱ نفر جمعیت دارد.